# Надя Станиславска
Надя Якова Станиславска е българска драматична актриса.

## Биография
Родена е в Тулча на 30 септември 1894 г. Завършва гимназия в Тулча. След преселването си в България през 1917 г. започва артистичната ѝ дейност. Атриса е в театрите в Шумен, Бургас, Хасково, Стара Загора, Плевен, Добрич, Русе, Варна. Почива на 31 юли 1965 г. във Варна.

## Театрални роли
Надя Станиславска играе множество роли, по-значимите са:
- Офелия – „Хамлет“ на Уилям Шекспир
- Катюша Маслова – „Възкресение“ на Лев Толстой
- Мария Стюарт – „Мария Стюарт“ на Фридрих Шилер
- Костанда – „Свекърва“ на Антон Страшимиров
- Ирина Радионова – „Царска милост“ на Камен Зидаров[1]

## Филмография
- Тревога (1950)